# Condado de Siruela
El condado de Siruela es un título nobiliario español otorgado en 1470 por Enrique IV de Castilla a Juan de Velasco, señor de Siruela, y sobrino del condestable de Castilla, por elevación del señorío del mismo nombre a condado. Le fue otorgada la Grandeza de España por el archiduque pretendiente Carlos VI en 1711, y confirmada luego por Felipe V. Su actual titular es Jacobo Fitz-James Stuart y Martínez de Irujo, XXIV conde de Siruela e hijo de la difunta duquesa de Alba, conocido como Jacobo Siruela.

## Antecedentes

### Comienzos como señorío

Escudo de Siruela (Badajoz), señorío que dio lugar al condado de Siruela

En 1373, el rey Alfonso XI otorgó la localidad extremeña de Villanueva de Siruela y todos sus términos a Fernán Pérez de Portocarrero, en calidad de señorío. Portocarrero construyó un castillo para defender el territorio de las incursiones árabes, pero el 14 de junio de 1378 decidió vender la villa misma a Juan Alfón de Alburquerque, quien, a su vez, la vendió a Marina Alfón Tizón.
Probablemente por venta, el señorío de Siruela terminó en posesión de Mosén Arnao de Solier, caballero francés sobrino de Bertrand du Guesclin. Cuando murió, el mismo pasó a su hija mayor María de Solier, que casó con Juan de Velasco, señor de Medina de Pomar y camarero mayor del rey.

### Elevación a condado
Del matrimonio entre María de Solier y Juan de Velasco nació Hernando de Velasco, que heredó el señorío en 1434 y casó con Leonor Carrillo de Albornoz. El 7 de enero de 1447, ante el escribano real García Vélaz de Medrano, ambos fundaron el mayorazgo de Villanueva de Siruela sobre su primogénito Juan de Velasco, amparándose en una cédula real del 18 de octubre de 1439 que les permitía hacerlo.
Velasco se convirtió en I conde de Siruela el 28 de noviembre de 1470, cuando el monarca Enrique IV de Castilla decidió concederle el título condal como recompensa por su participación en la batalla de Olmedo.
Juan Velasco casó con Leonor de Mendoza y Guzmán, y a su muerte en 1482 sus señoríos, incluido el condado, fueron heredados por su hijo Francisco de Velasco y Mendoza. A principios del 1500 este consiguió de los Reyes Católicos el privilegio de que Villanueva de Siruela formara parte de la Organización de la Mesta. Esta concesión convirtió al condado en el segundo centro ganadero de toda Extremadura; desde entonces y hasta 1578 (durante la primavera) se llegaron a celebrar en la villa diecisiete Juntas Generales de la Mesta.

### Composición
Teóricamente, el condado se componía de Villanueva de Siruela, antiguamente Seruela, y sus aldeas del alfoz: Valconejero, Alfón de Pedrada, Don Fernando, El Pizarroso, Santa María del Encinar, Puebla de la Almagra y Tamurejo. No obstante, cuando Juan Velasco recibió el título condal, o incluso cuando su padre Hernando tomó posesión del señorío en 1435, los primeros cuatro lugares ya se hallaban despoblados y sus habitantes desplazados a Siruela. Y si bien Don Fernando y El Pizarroso aparecían en el repartimiento de moneda forera efectuada por Juan II de Castilla en 1452, es muy probable que fuesen dadas por pobladas solamente con el fin de aumentar la recaudación.
En cuanto a Santa María del Encinar y Puebla de la Almagra, hacia el siglo XVI ya estaban en decadencia. De hecho, un censo de pecheros realizado en 1530 arrojó que Almagra tenía tan solo 23 vecinos, y en el repartimiento del servicio ordinario de 1578 ya se da a la aldea como despoblada. En lo que respecta a Santa María del Encinar, un testimonio de gastos fechado en 1609 por el VI conde de Siruela, Cristóbal de Velasco y la Cueva, y en los que se incluyen los salarios de los santeros de Nuestra Señora de Gracia y del Encinar, prueba que su iglesia se mantuvo al menos hasta principios del siglo XVII.
A finales del siglo XVI, en 1594, el condado se componía principalmente de la villa de Siruela, con 619 vecinos pecheros, y de la aldea de Tamureja, con 76 vecinos pecheros. Además, con la división de España en intendencias, durante el siglo XVIII, la villa de Siruela quedó enmarcada dentro del Partido de Trujillo.

### Acuerdo de la concordia y conflictos con el conde
Desde la concesión de Villanueva de Siruela en señorío, sus señores, primero, y luego los condes, se vieron enfrentados a los vecinos con respecto al aprovechamiento de los recursos agrarios y ganaderos, sobre todo pastos, en algunas partes del territorio. Incluso el 6 de noviembre de 1568 los vecinos presentaron ante la Real Chancillería de Granada una denuncia contra el conde por usurpación de tierras y derechos.
Fue así que el 15 de julio de 1587 ambas partes, el concejo de la villa y Cristóbal Velasco (VI conde de Siruela), firmaron el denominado Acuerdo de la Concordia. Por él se delimitaron las tierras señoriales y las que pertenecían a los vecinos, y se estableció una cuota de 15 000 maravedíes más 10 por cada cerdo que se sacrificara en la villa, la cual deberían pagar quienes quisiesen hacer uso del agostadero, que son los pastos de primavera y verano, desde el 15 de marzo hasta el 29 de septiembre y del engordadero de las dehesas Cabezas, Campillo, Herradón y Santa María por un plazo que iba del 10 de octubre al 20 de noviembre.
Con la firma de este acuerdo, las relaciones entre el concejo y el poder señorial, no obstante, siguieron algo tensas. En 1744, 428 vecinos de los 597 que tenía Siruela, junto a su concejo, justicia y regimiento, elevaron ante el fiscal de la Comisión de Baldíos y Realengos un pleito contra el conde sobre la propiedad de los diferentes términos, dehesas y territorios comprendidos en su jurisdicción. Su pretensión era que se reintegrasen al realengo los sitios en que habían estado fundadas las villas y lugares ya despoblados, junto con sus términos. Eran, concretamente:
- Los lugares de Puebla de la Almagra, Santa María del Encinar, Pizarroso, Don Fernando —que por entonces se llamaba Rodeo del Caballero—, Valdeconejero y Alfón Pedrada.
- Los ejidos del castillo de la Puebla de la Almagra y de Santa María del Encinar.
- Las hojas (tierras laborables en las que la actividad agrícola es distinta cada año) de La Vera y del Carbonero.
- Las  dehesas de Santa María, Campillo, Cabezas y Herradón.

Según los vecinos, el conde estaba explotando unas tierras que no eran suyas, porque cuando la Puebla de la Almagra era villa juntamente con la de Siruela, se habían comprado a la Real Hacienda los lugares de Santa María del Encinar y Tamurejo, causa por la cual, cuando se despoblaron, habían quedado comprendidos en el término y jurisdicción de Siruela.
A fin de dirimir el conflicto, la comisión elaboró un Memorial Ajustado con citación de las partes interesadas e hizo un reconocimiento in situ de los sitios despoblados.
En 1799 el señorío recayó en los condes de Fernán-Núñez. Estos desconocieron el acuerdo, lo que dio pie a un largo proceso judicial que no conoció fin hasta 1871, cuando la justicia falló en favor de los vecinos de Siruela.

### Grandeza de España
En 1692 la villa recayó en Antonio Velasco y de la Cueva, XIII conde de Siruela. Dado que en la guerra de sucesión española apoyó al partido austriaco, el 22 de septiembre de 1711 el archiduque Carlos le otorgó el título de grande de España. El mismo, además, le sería confirmado el 5 de diciembre de 1726 por Felipe V.

### La construcción de la casa de la dehesa
En septiembre de 1856 se comenzó a construir en el millar de La Sequera, sobre la «loma de las zahúrdas de Bóveda», una casa que le permitiría al conde de Siruela vigilar las tierras de dehesa de su condado, amenazadas por los vecinos desde que los señores anteriores habían decidió anular el Acuerdo de Concordia. La casa —llamada de Buena Vista, pues estaba situado en un lugar visualmente estratégico— debía poder albergar a seis guardas con sus caballos y una pareja de la Guardia Civil que fuera de paso. 
Los planos y el presupuesto —que ascendía a un total de 34 281 pesetas— fueron realizados por orden del administrador del conde, Carlos García Llaguno y fue precisa la participación del maestro albañil Antonio Acedo, la del carpintero Francisco Sánchez y la del cerrajero Antonio Cumplido.

## Historia de los condes de Siruela
- Juan de Velasco (m. 1482), I conde de Siruela,[23] y camarero de Juan II de Castilla.[1]

Casó con Leonor de Mendoza, hija de Ruy Díaz de Mendoza, I conde de Castrojeriz, y de Beatriz Pérez de Guzmán y Silva. En 1482, sucedió su hijo:
- Francisco de Velasco y Mendoza (m. 1505), II conde de Siruela,[23] señor de la villa de Roa, señor de los valles de Pernía y Cervera y de la merindad de Villarias de Campos.

Casó con Francisca Carrillo de Córdoba, hija de Martín Alfonso de Montemayor, IV señor de Alcaudete, y de María Fernández de Córdoba, hija de Diego Fernández de Córdoba y Montemayor, I conde de Cabra, mariscal de Castilla, y de María Carrillo de Albornoz. Le sucedió su hija:
- Leonor de Velasco y Carrillo de Córdoba (m. 26 de noviembre de 1519), III condesa de Siruela,[23] señora de Cervera, de Pernía, y de Villarias de Campos, que vendió.

Casó con Cristóbal de la Cueva y Velasco (m. 1542), señor de Roa, señor de las villas de Villalobón y Castejón, Roa y Torre Galindo y de la heredad de Portillejo, hijo de Beltrán de la Cueva, duque de Albuquerque, y de su tercera esposa María de Velasco y Mendoza, viuda de Juan Pacheco, marqués de Villena, e hija de Pedro Fernández de Velasco, II conde de Haro, y de Mencía de Mendoza. Fundaron mayorazgo el 16 de diciembre de 1540 ante Domingo Santa María, Valladolid, con real facultad. Sucedió su hijo:
- Juan de Velasco y la Cueva (m. 6 de mayo de 1549), IV conde de Siruela,[23] señor de la villa de Roa, señor de los valles de Pernía y Cervera.

Casó en primeras nupcias con Francisca Carrillo Messía (m. 1542). Testó en Salamanca el 29 de marzo de 1541 ante Pedro Garavito, ya muerta el 21 de enero de 1542, hermana de Gonzalo Messía Carrillo, señor de la Guardia y Santofimia, I marqués de la Guardia, e hija de Rodrigo Mexía Carrillo, señor de la Guardia, y de Santofimia, y de Mayor de Fonseca, hija de Alonso de Fonseca y de María de Toledo, IV señora de Coca y Alaejos, sin sucesión.
Casó en segundas nupcias con Mencía de Cárdenas, hija de Bernardino de Cárdenas y Pacheco, II duque de Maqueda, I marqués de Elche, Grande de Castilla, Adelantado mayor del Reino de Granada, alcaide de la Mota, Chinchilla y Sax, y de los Alcázares de Almería, Virrey de Navarra y Valencia, y de Isabel de Velasco, hija de Iñigo Fernández de Velasco, II duque de Frías, condestable de Castilla, y de María de Tovar, señora de Berlanga y duquesa de Toro. Sin descendencia, sucedió su hermano:
- Gabriel de Velasco y la Cueva (m. 25 de septiembre de 1580), V conde de Siruela,[23] señor de las villas de Roa y su tierra y de los Valles de Cervera de Río Pisuerga y de Pernía, de Castejón y de Villalobón, caballero de la orden de Santiago (Madrid, 11 de agosto de 1533).

Casó con Teresa de Zúñiga, hija de Pedro de Zúñiga, marqués de Aguilafuente, señor de Baltañas, Castroverde, Aguilafuente y Sicara, y de Teresa de Zúñiga, hija de Francisco de Zúñiga y Avellaneda, III conde de Miranda del Castañar, mayordomo mayor de la emperatriz Isabel, Virrey de Navarra y del Consejo de Estado, y de María Enríquez de Cárdenas, hermana entera del I duque de Maqueda. Le sucedió su hijo.
- Cristóbal de Velasco y Zúñiga (m. 1623), VI conde de Siruela,[23] V señor y IV mayorazgo de la villa de Roa, señor de los valles de Pernía y Cervera de Río Pisuerga, dio poderes para testar juntamente con su mujer ante Domingo Fernández de Heredia el 1 de marzo de 1623.

Contrajo un primer matrimonio con Ana María de Porres y Medrano, señora de Agoncillo y casa de Medrano, patrona del convento de la Orden de San Francisco de Logroño, fundación de los señores Medrano, primero fundado por el propio Santo de Asís en los Reinos de Castilla, hija mayor de Lope de Porres y Medrano, señor del estado de Agoncillo y casa de Extremiana, y de María de Castejón.
Casó en segundas nupcias el 16 de febrero de 1586 con María Isabel Manrique de Vargas, hija de Diego de Vargas, I señor de la villa de la Torre de Esteban Hambrán, secretario de Felipe II, comendador de Carrión y Calatrava la Vieja, patrono del convento de San Bartolomé de la Vega de Toledo, y de su mujer Ana Manrique, hija de Gómez González de Butrón y Múgica III, señor de Aramayona, Butrón, Móxica e Ibargüen, y de Luisa Manrique, hermana de Pedro Manrique, obispo de Córdoba, cardenal, y de Juan, III marqués de Aguilar de Campóo. Le sucedió, de su primer matrimonio, su hijo:
- Gabriel de Velasco y Porres (m. 4 de mayo de 1625), VII conde de Siruela,[23] señor de la villa de Roa y su tierra, de los valles de Cervera y Pernía, Castejón, Villalobón y del estado de Agoncillo y casa de Medrano, mayordomo de la reina Isabel de Francia, tercera mujer de Fernando IV.

Casó con Victoria Pacheco y Colonna, hija de Juan Pacheco de Toledo (m. 29 de marzo de 1592), II marqués de Cerralbo, capitán general de Galicia, gobernador de los estados de Flandes, y de Inés de Toledo Colonna, hija de Diego García de Toledo Osorio, IV marqués de Villafranca del Bierzo y I duque de Fernandina, y de su esposa Victoria Colonna de Aragón. Le sucedió su hijo:
- Juan Velasco de la Cueva y Pacheco (7 de diciembre de 1650), VIII conde de Siruela,[23] embajador en Roma y gobernador de Milán, señor de la villa de Roa y su tierra, de los valles de Cervera y Pernía, Castejón, Villalobón y del estado de Agoncillo y casa de Medrano. Soltero y sin descendencia, le sucedió su hermano:[23]

- Gaspar de Velasco y la Cueva (m. 16 de marzo de 1651), IX conde de Siruela,[23] señor de la villa de Roa y su tierra, de los valles de Cervera y Pernía, Castejón, Villalobón y del estado de Agoncillo y casa de Medrano, canónigo y dignidad de la Santa Iglesia de Cuenca. Fallecido en 1651. Le sucedió su hermana:[1]

- Ana María Velasco de la Cueva (m. 18 de abril de 1680), X condesa de Siruela (1651),[23] señora de la villa de Roa y su tierra, de los valles de Cervera y Pernía, de Castre.

Casó el 19 de marzo de 1654 con Bernardino de Velasco y Ayala, VII conde de Fuensalida. Sin descendencia, le sucedió su hermana:
- Leonor de Velasco y la Cueva (m. 1689), XI condesa de Siruela,[23] V marquesa de Cerralbo (por herencia de Juan Antonio Pacheco y Osorio, IV marqués de Cerralbo, I conde de Villalobos, fallecido el 29 de julio de 1680, sin sucesión), señora de la villa de Roa y su tierra, de los valles de Cervera y Pernía, de Castejón y Villalobón, y del estado de Agoncillo y Casa de Medrano en la Rioja. Testó el 22 de octubre de 1680, ante Lucas Gómez Portero, escribano Real, ampliado el 13 de mayo de 1689. Soltera, sin descendencia, le sucedió su primo:[1]

- Cristóbal de Velasco y de la Cueva y Carrillo de Mendoza (baut. iglesia de San Martín, Madrid, 25 de agosto de 1621-8 de junio de 1692), XII conde de Siruela,[23] descendiente del sexto conde y de su segunda esposa, señor del mayorazgo de Nogueros, X señor y IX mayorazgo de la villa de Roa y su tierra, señor de las villas de Cervera de Río Pisuerga y de Pernía, de las villas de Castejón y Villalobón. Testó en Cuenca el 1 de junio de 1692, ante José González, escribano público y de número de Cuenca.

Casó en Madrid el 7 de marzo de 1655 con María de Arellano y Toledo, hija de Antonio Ramírez de Arellano, señor de Gelo, y de Catalina de Toledo y Enríquez de Guzmán, hija mayor de Alonso Antonio de Toledo y Mendoza, señor de Villafranca del Castillo, I marqués de Villamaina, caballero de la orden de Santiago, y de María Enríquez de Guzmán de los señores de Bolaños de Campos. Le sucedió su hijo:
- Antonio de Velasco y de la Cueva (m. 1730), XIII conde de Siruela,[23] grande de España, XI señor y X mayorazgo de la villa de Roa y su tierra, señor de los Valles de Pernía y de Cervera de Río Pisuerga, de Castejón y Villalobón y del mayorazgo de Nogueros, gentilhombre de la cámara sin ejercicio.

Casó con Luisa Antonia Ruiz de Alarcón Beaumont de Navarra, III condesa de Valverde, III marquesa de Santacara, señora de la villa de Valverde, y de las de Talayuelas, Veguillas, Ontecillas y Mezquitas, hija de Diego Francisco Ruiz de Alarcón Beaumont y Navarra, II conde de Valverde, señor de la casa de Alarcón en Cuenca, y de los estados citados, caballero de la orden de Alcántara, y de su segunda mujer Antonia de Montoya Caja y Guzmán, hija de Diego de Montoya y de la Torre, regidor de Cuenca, caballero de la orden de Santiago, y de Luisa Caza de Guzmán, nieta paterna de Diego Ruiz de Alarcón Ceballos y Zárate, I conde de Valverde, señor de las villas de Valverde, Talayuelas, Veguillas, Ontecillas y Mezquitas, cabeza y pariente mayor de las Alarcón en Cuenca, y de su cuarta mujer Ana de Beaumont Navarra y Díez de Aux y Armendáriz, hija de Gracián, I vizconde de Castejón y señor de Santa Clara. Le sucedió su nieta, hija de Josefa Velasco de la Cueva Alarcón Beaumont y Navarra (m. Madrid, 1727), IV condesa de Valverde y IV marquesa de Santacara, casada con Fernando de Silva y Meneses, XIII conde de Cifuentes:
- María Luisa de Silva Meneses Velasco Alarcón Beaumont de Navarra (1703-1740),[28] XIV condesa de Siruela,[23] V marquesa de Santacara[28] y V condesa de Valverde.[28]

Casó en 1721 con Lucas de Spínola y Spínola, hijo segundo de Francisco María Spínola, príncipe de  Molfetta y III duque de San Pedro de Galatino, y de Isabel de Spínola Colonna. Le sucedió su hija:
- Mariana Francisca Spínola de Silva de Velasco y de la Cueva (m. 1788), XV condesa de Siruela,[23] VI marquesa de Santacara[30] y VI condesa de Valverde.[30]

Casó en primeras nupcias, el 15 de febrero de 1736, con su primo hermano, Francesco María Spínola, V duque de San Pedro de Galatino y príncipe de Molfetta, hijo del IV duque de San Pedro de Galatino, hermano de su padre.
Contrajo un segundo matrimonio con Francesco de Paula Balbi di Mari Centurione Sin sucesión de este segundo matrimonio. Le sucedió su hija del primer matrimonio:
- Isabel María Spínola Velasco de la Cueva (1737-Padua, 9 de enero de 1801), XVI condesa de Siruela,[32] VII marquesa de Santacara,[33] VII condesa de Valverde[34] VI duquesa de San Pedro de Galatino y princesa de Molfetta.[33]

Casó en 1758 con Martín Fernández de Velasco y Pimentel, XII duque de Frías, IV duque de Arión, XVI conde de Alba de Liste, XVI conde de Haro, conde de Salazar, marqués de Cilleruelo, V marqués del Fresno, V vizconde de Sauquillo. Sin descendencia, le sucedió su pariente, de una rama colateral:
- Miguel José María de la Cueva y Enríquez de Navarra (1743-20 de octubre de 1803), XVII conde de Siruela,[32] III marqués de la Mina[35] y XIII duque de Alburquerque.[32], hijo de Pedro Miguel de la Cueva Velasco y Guzmán, XII duque de Alburquerque, y de Antonia Benita Enríquez Dávalos.[36]

Casó en Valencia en 7 de diciembre de 1766 con Cayetana María de la Cerda y Cernesio Odescalchi, hija de Joaquín María de la Cerda y Téllez-Girón, de la Casa de la Laguna de Camero Viejo, y de Josefa María Cernesio y Guzmán, IV condesa de Parcent. Les sucedió su hijo:
- José Miguel de la Cueva y de la Cerda[37] (1175-1811), XVIII conde de Siruela, IV marqués de la Mina,[35] y XIV duque de Alburquerque.[38]

Casó en 13 de junio de 1799 con Escolástica Gutiérrez de los Ríos y Sarmiento, hija de los VI condes de Fernán Nuñez, de la que solo tuvo una hija. Le sucedió su sobrino:
- Felipe María Osorio de la Cueva (m. 5 de febrero de 1859), XIX conde de Siruela y VII conde de Cervellón.[32]

Casó el 26 de septiembre de 1821 con Francisca de Asís Gutiérrez de los Ríos y Solís, II duquesa de Fernán Núñez. Le sucedió su hija:
- María Pilar Osorio Gutiérrez de los Ríos, (Madrid, 10 de diciembre de 1829-Chateau de Dave, Namur, Bélgica, 1 de septiembre de 1921),[40] XX condesa de Siruela, III duquesa de Fernán Núñez,[41]  VIII condesa de Cervellón,[39] VI marquesa de la Mina,[42] VIII marquesa de Castel-Moncayo,[43] XIII condesa de Barajas,[44] VII duquesa de Montellano, IV duquesa del Arco, VII marquesa de Alameda, marquesa de Castelnovo, marquesa de Pons, marquesa de Plandogan, marquesa de Miranda de Anta, VI condesa de Frigiliana, condesa de Molina de Herrera, condesa de Montehermoso y IX condesa de Puertollano.[45][40] Fue dama de las reinas Isabel II, María de las Mercedes y María Cristina.[40]

Contrajo matrimonio el 14 de octubre de 1852 con Manuel Falcó d'Adda, XII marqués de Almonacir, barón de Benifayó, V marqués del Arco y de Montellano. El 21 de diciembre de 1877 cedió el título a su hija:
- María del Rosario Falcó y Osorio (m. 27 de marzo de 1904), XXI condesa de Siruela.[32]

Casó el 10 de diciembre de 1877 con Carlos María Fitz-James Stuart y Portocarrero, XVI duque de Alba. En 1905, le sucedió su hijo:
- Jacobo Fitz-James Stuart y Falcó (1878-24 de septiembre de 1953), XXII conde de Siruela y XVII duque de Alba.[47]

Contrajo matrimonio el 7 de octubre de 1920 con María del Rosario de Silva y Gurtubay, XI marquesa de San Vicente del Barco. Le sucedió su hija en 1955:
- María del Rosario Cayetana Fitz-James Stuart y Silva (1926-2014), XXIII condesa de Siruela, XVIII duquesa de Alba, etc.[48]

Casó en primeras nupcias el 12 de octubre de 1947 con Luis Martínez de Irujo y Artázcoz, en segundas el 11 de marzo de 1978 con Jesús Aguirre Ortiz de Zárate, y en terceras el 5 de octubre de 2011 con Alfonso Díez Carabantes. Le sucedió su hijo del primer matrimonio en 1982, a quien cedió el título:
- Jacobo Fitz-James Stuart y Martínez de Irujo (n. Madrid, 15 de julio de 1954), XXIV conde de Siruela,[49] editor literario y fundador de las editoriales Ediciones Siruela y Ediciones Atalanta.